# Claude-Nicolas Ledoux
Claude-Nicolas Ledoux, född 21 mars 1736 i Dormans, död 18 november 1806 i Paris, var en fransk arkitekt inom nyklassicismen. Han utsågs till hovarkitekt 1773. De flesta av hans byggnader har rivits.
Claude-Nicolas Ledoux ritade bostäder anpassade efter ändamålet, till exempel ett stort frö för en bonde eller ett hus för en flodvaktare där vattnet strömmar genom huset. Ledoux ritade staden Chaux som skulle vara för saltproduktion. I mitten var direktörens hus, vid sidan av dem själva saltfabrikerna och i en ring runt var arbetarnas hus och utanför cirkeln fanns trädgårdar och olika gemensamma byggnader. Chaux byggdes aldrig till fullo men en halv variant finns mellan städerna Arc och Senans.  

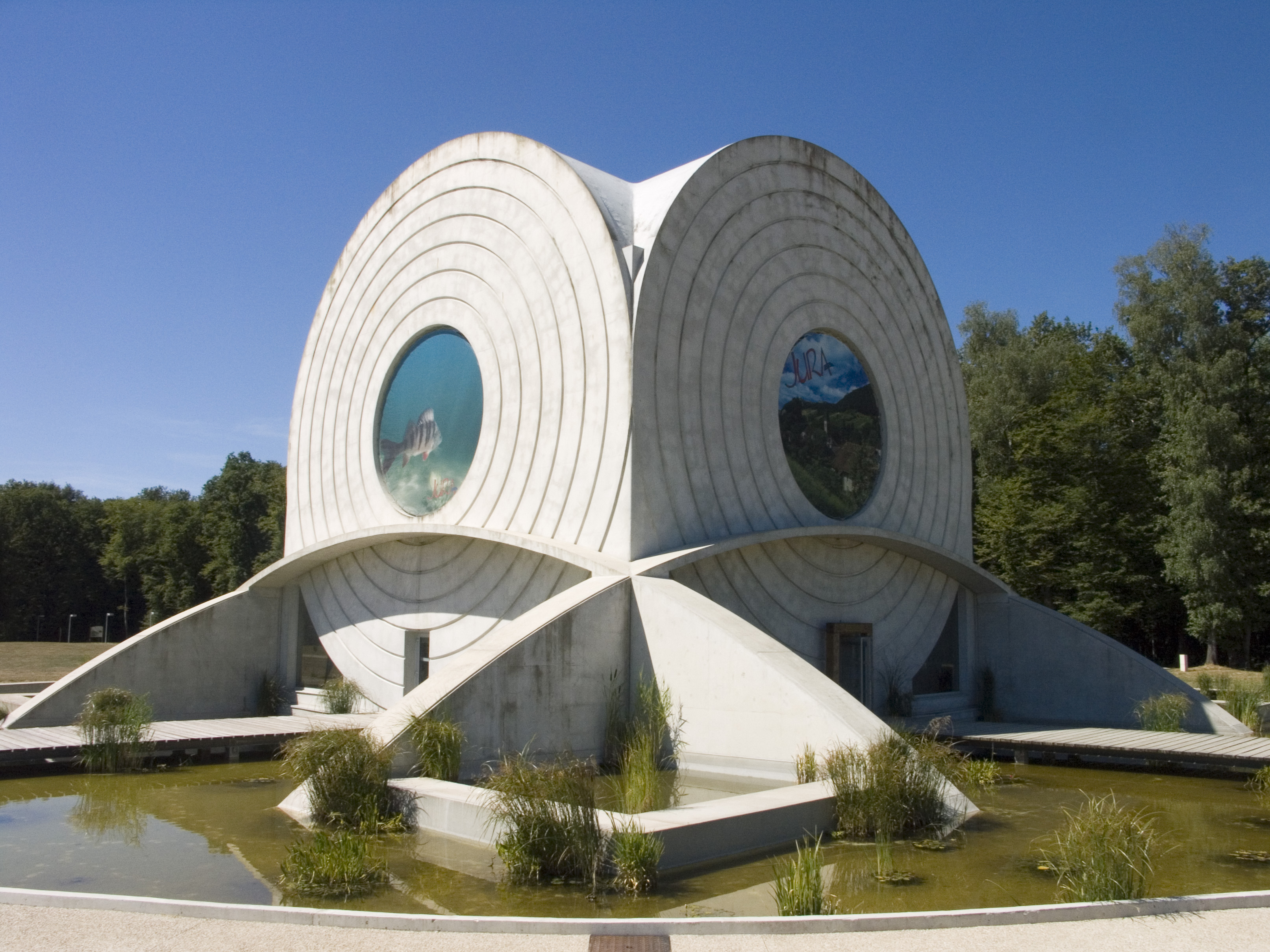
Pavillon des Cercles